# Nuclear (Film)
Nuclear ist ein US-amerikanischer Dokumentarfilm des Regisseurs Oliver Stone aus dem Jahr 2022, der für Kernenergie als Lösung für den Klimawandel wirbt.
Der Film basiert auf dem Buch A Bright Future: How Some Countries Have Solved Climate Change and the Rest Can Follow von US-Wissenschaftler Joshua S. Goldstein und Staffan A. Qvist. Goldstein war am Schreiben des Drehbuchs beteiligt.
Die Dokumentation wurde erstmals auf den 79. Internationalen Filmfestspielen von Venedig 2022 gezeigt. Stone und Goldstein warben für die dargestellten Thesen auch auf dem 53. Jahrestreffen des Weltwirtschaftsforums in Davos.

## Inhalt
Stone stellt als Sprecher in seinem Film die These auf, dass Kernenergie eine sichere Energiequelle ist, welche die Loslösung von fossilen Brennstoffen ermöglichen und damit eine Rettung vor dem Klimawandel sein könnte. Er prognostiziert eine Verdopplung oder gar Vervierfachung des weltweiten Strombedarfs in den nächsten 30 Jahren. Für eine kohlenstofffreie Erzeugung, stellt Stone die Forderung nach einer Massenproduktion von Kernkraftwerken auf. Von der Mittelklasse verfolgte Maßnahmen wie Recycling, Elektromobilität und Konsum von umweltfreundlichen Produkten reichen nach Stone nicht aus, um den Klimawandel aufzuhalten.
Dass Deutschland auf Kernkraft verzichtet und stattdessen auf Kohle, Erdgas und Erdöl setzt, bezeichnet Stone als „furchtbares Beispiel“.
Der Anti-Atomkraft-Bewegung der 1970er- und 1980er-Jahre werfen die Autoren vor, Kernkraft mit Kernwaffen in einen Topf geworfen und so eine Urangst vor jeder Anwendung der Kernergie aufgebaut zu haben. Der Öl- und Erdgasindustrie unterstellen die Drehbuchschreiber eine jahrzehntelange Finanzierung der Atom-Gegner.

## Rezeption
Die Deutsche Welle bezeichnet den Film als „Provokation auf der Kinoleinwand“. Eine Besprechung im Filmmagazin Variety weist auf die festgefahrene Debatte zu den Vor- und Nachteilen der Kernenergie hin, empfiehlt aber eine offene Betrachtung des Films, der eine ähnliche Wirkung wie Eine unbequeme Wahrheit entfalten könne.
Der US-Klimaforscher James E. Hansen und der Regisseur Werner Herzog werden auf dem Filmplakat mit lobenden Aussagen zu dem sich dem Trend entgegenstellendem Informationsgehalt zitiert.

## Auszeichnungen
Auf den Filmfestspielen Venedig 2022 wurde der Film durch den bei der UNESCO-angesiedelten Internationalen Rat für Kino, Fernsehen und audiovisuelle Kommunikation mit dem Enrico Fulchignoni-Preis ausgezeichnet. In der Begründung lobt die Jury die mutige und wissenschaftliche Aufklärung zu einem kontroversen Thema.